# Hervé Giraud
Hervé Jean Robert Giraud (Tournon-sur-Rhône, 26 febbraio 1957) è un arcivescovo cattolico francese, dal 13 marzo 2024 vescovo di Viviers.

## Biografia
Hervé Giraud è nato a Tournon-sur-Rhône il 26 febbraio 1957 ed è il secondo di una famiglia di quattro figli. Suo padre, Pierre Giraud, uno chef, è morto nel 2005, due anni dopo l'ordinazione episcopale del figlio. Sua madre Marie-Thérèse Giraud (nata Minodier) vive ancora nell'Ardèche. 

### Formazione e ministero sacerdotale
Ha frequentato il Lycée du Parc di Lione e poi ha studiato matematica alla Facoltà di matematica dell'Università Claude-Bernard di Lione. Dopo un anno di lavoro come insegnante ausiliario al Collège Sainte-Marie di La Clayette tra il 1978 e il 1979 e un anno di servizio nazionale a Belfort tra il 1979 e il 1980, ha compiuto gli studi ecclesiastici presso il seminario "Sant'Ireneo" di Lione dal 1980 al 1985.
Il 22 settembre 1985 è stato ordinato presbitero per la diocesi di Viviers dal vescovo Jean Hermil. Lo stesso anno è stato inviato a Roma per studi. Nel 1987 ha conseguito la licenza in teologia morale presso la Pontificia Università Gregoriana. A Roma ha svolto il ministero pastorale come cappellano della chiesa di San Luigi dei Francesi. Tra il 1987 e il 1988 ha completato la sua formazione con un DEA presso l'Institut catholique di Parigi. Tornato in diocesi è stato vicario parrocchiale a Privas, membro dell'equipe pastorale e della cappellania scolastica a Privas e professore di teologia morale all'Istituto pastorale di studi religiosi di Lione (IPER) e presso l'abbazia di Champagne dal 1988 al 1992; formatore presso il seminario interdiocesano "Sant'Ireneo" di Sainte-Foy-les-Lyon dal 1992 al 1997 e superiore del seminario universitario di Lione dal 1997 al 2003.
È stato anche membro della commissione per la formazione permanente della diocesi di Viviers dal 1991 al 2000; membro della commissione etica dell'Associazione francese per lo screening e la prevenzione degli handicap dell'infanzia istituita presso il Ministero della salute a Parigi dal 1991 al 1994; membro del consiglio nazionale della pastorale per la famiglia dal 1997 al 1999; membro del consiglio nazionale dei seminari maggiori dal 1997 al 1998; segretario della commissione episcopale per i ministeri ordinati dal 1999 al 2002 e cappellano nazionale per i Centri di preparazione al matrimonio dal 2002 al 2003.

### Ministero episcopale

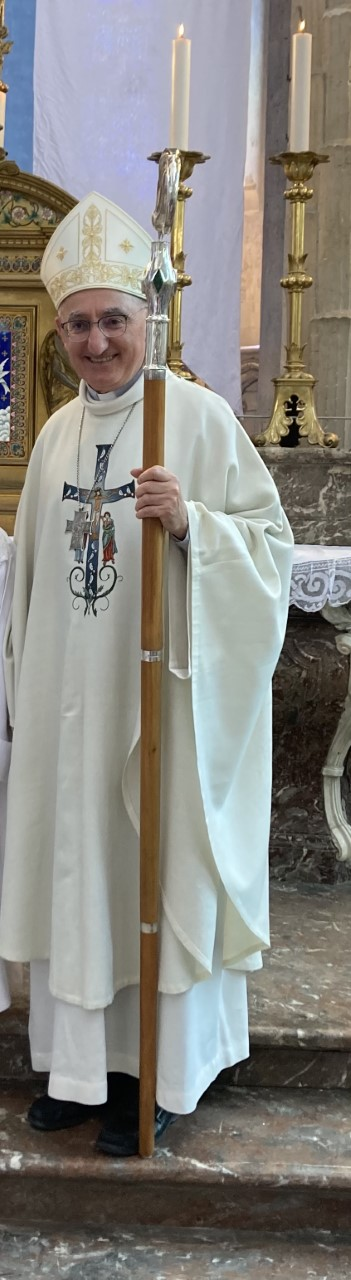
Mgr Giraud.

Il 15 aprile 2003 papa Giovanni Paolo II lo ha nominato vescovo ausiliare di Lione e titolare di Silli. Ha ricevuto l'ordinazione episcopale con Thierry Brac de La Perrière il 25 maggio successivo da Philippe Barbarin, arcivescovo metropolita di Lione, co-consacranti François Marie Joseph Pascal Louis Blondel, vescovo di Viviers, e Jacques Maurice Faivre, vescovo di Le Mans. All'epoca della loro ordinazione, Giraud e Brac de La Perrière erano i due vescovi più giovani di Francia. Ha prestato servizio come vicario generale moderatore.
Nel febbraio del 2004 ha compiuto la visita ad limina.
Il 13 novembre 2007 papa Benedetto XVI lo ha nominato vescovo coadiutore di Soissons. Il 30 dello stesso mese ha concluso il ministero nell'arcidiocesi di Lione con una messa di ringraziamento celebrata alle ore 19 nella cattedrale di San Giovanni a Lione. Il 22 dicembre è stato accolto nella cattedrale dei Santi Gervasio e Protasio a Soissons. Il 22 febbraio 2008 è succeduto alla medesima sede. Il 2 marzo ha iniziato il suo ministero come ordinario diocesano.
Nel novembre del 2012 ha compiuto una seconda visita ad limina.
Il 5 marzo 2015 papa Francesco lo ha nominato arcivescovo di Sens e vescovo-prelato della missione di Francia o di Pontigny. Ha preso possesso dell'arcidiocesi e della missione il 19 aprile successivo.
Nello stesso anno ha aperto il processo di beatificazione del missionario Louis-Savinien Dupuis (1806-1874), originario di Sens, che ha portato al suo riconoscimento come servo di Dio nel 2016.
Il 23 dicembre 2017 ha aperto il processo di beatificazione della poetessa Marie Noël, pseudonimo di Marie Mélanie Rouget (1883-1967).
Il 13 marzo 2024 papa Francesco lo ha nominato vescovo, con il titolo personale di arcivescovo, di Viviers. Ha preso possesso della diocesi il 14 aprile successivo.
Il 21 maggio 2025 papa Leone XIV ha accolto la sua rinuncia al governo pastorale della prelatura territoriale della missione di Francia o di Pontigny.
In seno alla Conferenza episcopale di Francia è presidente di diritto della commissione per la missione di Francia e cappellano nazionale della Militia Christi. In precedenza è stato presidente della commissione per i ministeri ordinati e i laici in missione ecclesiale dal 2005, venendo rieletto l'8 novembre 2008 per un secondo triennio, e presidente del consiglio per la comunicazione dal 2011.
Hervé Giraud è il primo vescovo francese a essersi registrato sul social network Twitter.
Ha pubblicato il suo primo libro, Twitthomélies, per le edizioni Parole et Silence. Il suo secondo libro si intitola L'Évangile fait signe.

## Opere
- Hervé Jean Robert Giraud, Bibliographie de Xavier Thévenot, in Geneviève Médevielle e Joseph Doré, Une parole pour la vie: Hommage à Xavier Thévenot, Parigi, Éditions du Cerf, 1998,  pp. 309-326, ISBN 978-2204061766.
- AA.VV., Xavier Thévenot, passeur d'humanité: actes du colloque de Lyon, 21-22 octobre 2005, Parigi, Editions Don Bosco, 2006,  p. 226, ISBN 2914547-44-7.
- AA.VV., Prêtres dans le mystère de l'Eglise: filiation et paternité, fraternité et sponsalité: colloque au Séminaire français de Rome, 4-6 janvier 2012, a cura di Sylvain Bataille, Parigi, Lethielleux, 2012,  p. 216, ISBN 978-2249622304.
- Twitthomélies, Parigi, Parole et Silence, 2014,  p. 149, ISBN 978-2889182084.
- L'Évangile fait signe: 1500 twitthomélies pour méditer la Parole, Parigi, Parole et Silence, 2017,  p. 217, ISBN 978-2889183852.
- AA.VV., Vézelay, un chemin de lumière - La grâce d'une basilique, La nuit bleue/Éditions du Quotidien, 2018, ISBN 978-2-8099-1625-6.
- AA.VV., Vous voilà mon Dieu, regards sur Marie Noël, a cura di Arnaud Montoux, Parigi, Salvator, 2019,  p. 153, ISBN 978-2-7067-1674-4.
- AA.VV., Marie Noël entre incandescence et inquiétude, a cura di Nathalie Nabert e Alain Vircondelet, Parigi, Parole et Silence, 2020,  p. 282, ISBN 978-2-88959-254-8.

## Genealogia episcopale
La genealogia episcopale è:
- Cardinale Scipione Rebiba
- Cardinale Giulio Antonio Santori
- Cardinale Girolamo Bernerio, O.P.
- Arcivescovo Galeazzo Sanvitale
- Cardinale Ludovico Ludovisi
- Cardinale Luigi Caetani
- Cardinale Ulderico Carpegna
- Cardinale Paluzzo Paluzzi Altieri degli Albertoni
- Papa Benedetto XIII
- Papa Benedetto XIV
- Papa Clemente XIII
- Cardinale Giovanni Carlo Boschi
- Cardinale Bartolomeo Pacca
- Papa Gregorio XVI
- Cardinale Castruccio Castracane degli Antelminelli
- Cardinale Paul Cullen
- Arcivescovo Joseph Dixon
- Arcivescovo Daniel McGettigan
- Cardinale Michael Logue
- Cardinale Patrick Joseph O'Donnell
- Vescovo John Gerald Neville, C.S.Sp.
- Vescovo Auguste Julien Pierre Fortineau, C.S.Sp.
- Arcivescovo Xavier Ferdinand J. Thoyer, S.I.
- Arcivescovo Gilbert Ramanantoanina, S.I.
- Cardinale Victor Razafimahatratra, S.I.
- Arcivescovo Philibert Randriambololona, S.I.
- Cardinale Philippe Barbarin
- Arcivescovo Hervé Giraud